# Фергюссон, Джон
Джон Ду́нкан Фе́ргюссон (англ. John Duncan Fergusson; 9 марта 1874, Лейт — 30 января 1961, Глазго) — шотландский художник-постимпрессионист, член группы Шотландские Колористы.

## Жизнь и творчество
По образованию военный врач на флоте, Дж. Фергюссон очень скоро понял, его призванием является живопись. Совершенствовал своё искусство художника во время путешествий по Франции, Испании и Марокко. Занимаясь в Лувре, художник знакомится с искусством импрессионистов и оказывается под особым творческим влиянием работ французского мастера Гюстава Кайботта. Фергюссон также во время своего пребывания в Париже воспринимает некоторые идеи фовистов (например, о распределении различных красок и их сочетании на полотне).
В 20-е годы XX столетия Дж. Фергюссон работает в своей художественной мастерской в Лондоне; его работы выставляются в различных картинных галереях, в том числе в Королевском институте изящных искусств в Глазго. Его первая персональная выставка состоялась в 1923 году. В 1928 Фергюссон, вместе со своей подругой, танцовщицей Маргарет Моррис, уезжает в Париж, где и живёт до начала Второй мировой войны. В 1939 году он возвращается в Шотландию и окончательно оседает в Глазго.  После того, как художник поселился в Глазго, он организовал Клуб Нового искусства, чтобы помогать прогрессивным художникам этого города больше выставляться. Из Клуба в 1942 году выросла «Новая шотландская группа», первым президентом которой стал сам Фергюссон.
В 1943 году опубликовал книгу «Современные шотландские художники».
Во вступительном письме к выставке памяти Дж. Д. Фергюссона в 1961 году известный французский художник и искусствовед Андре Дюнуайе де Сегонзак писал: Творчество Фергюссона является глубоким и ясным выражением его любви к жизни. Этот художник обладал редким даром делать свои полотна пластичными, в сочетании с необыкновенным чувством неописуемо живых красок.

## Галерея
- Национальные галереи Шотландии: Дж. Д. Фергюссон